# Riesel
Riesel is een plaats (city) in de Amerikaanse staat Texas, en valt bestuurlijk gezien onder McLennan County.

## Demografie
Bij de volkstelling in 2000 werd het aantal inwoners vastgesteld op 973.
In 2006 is het aantal inwoners door het United States Census Bureau geschat op 1008, een stijging van 35 (3,6%).

## Geografie
Volgens het United States Census Bureau beslaat de plaats een oppervlakte van
10,3 km², geheel bestaande uit land. Riesel ligt op ongeveer 154 m boven zeeniveau.

## Plaatsen in de nabije omgeving
De onderstaande figuur toont nabijgelegen plaatsen in een straal van 20 km rond Riesel.